# 南海粘体虫
南海粘体虫（学名：Myxobolus nanhaiensis）为碘泡科碘泡蟲屬的一種动物，1998年由中國動物學家陈启鎏發表於《中国动物志》，最初被歸入粘體蟲屬（Myxosoma），但該屬後來被視為碘泡蟲屬的異名。本種最早於1957年於廣東省南海縣九江鎮大正村的養殖魚池中被採集，行寄生生活，寄生於五線無鬚魮的腎臟:300。本種具有兩個茄形的極囊，長約4.8微米，寬約2.7微米，兩極囊的分隔較遠:293，極絲則較不明顯；孢子呈卵形，長約13.1微米，寬約8.4微米，厚約6微米。本種外形與同屬的Myxobolus ergensi接近，惟後者的孢子形狀較接近梨形:300。